# Michael Koryta
Michael Koryta (Bloomington, 20 settembre 1982) è uno scrittore, giornalista e investigatore privato statunitense.

## Biografia
Nato nel 1982 a Bloomington, in Indiana, vive tra la città natale e St. Petersburg, in Florida. Dopo il diploma alla Bloomington North High School nel 2001 e la laurea in Giustizia criminale all'Università dell'Indiana, ha lavorato come reporter apprezzato dalla "Society of Professional Journalists" oltre che investigatore privato e insegnante di giornalismo.
Ha esordito nel 2004 con L' ultima notte di Wayne, primo capitolo della serie con protagonista l'investigatore Lincoln Perry e in seguito ha pubblicato altri 12 romanzi spaziando dal giallo al thriller soprannaturale. Apprezzato da autori come Stephen King, Michael Connelly e Lee Child, le sue opere sono state tradotte in più di venti lingue e hanno ottenuto diversi premi e nomination. Nel 2021 il suo romanzo Those Who Wish Me Dead è stato adattato nell'omonima pellicola per la regia di Taylor Sheridan.

## Opere principali

### Serie Lincoln Perry
- L' ultima notte di Wayne (Tonight I Said Goodbye, 2004), Milano, Kowalski, 2006 traduzione di Cristiano Merlo ISBN 88-7496-623-7. - Nuova ed. Milano, Feltrinelli, 2009 traduzione di Cristiano Merlo ISBN 978-88-07-72101-4.
- Le oscure verità del passato (Sorrow's Anthem, 2006), Milano, Kowalski, 2008 traduzione di Stefano Massaron ISBN 978-88-7496-659-2.
- A Welcome Grave (2007)
- The Silent Hour (2009)

### Serie Markus Novak
- Last Words (2015)
- Rise the Dark (2016)

### Altri romanzi
- Envy the Night (2008)
- Il fiume perduto (So Cold the River, 2010), Milano, Giano, 2012 traduzione di Anna Maria Biavasco e Valentina Guani ISBN 978-88-6251-114-8.
- The Cypress House (2011)
- The Ridge (2011)
- The Prophet (2012)
- Those Who Wish Me Dead (2014)
- How It Happened (2018)

### Racconti
- A People Person (2013)

## Adattamenti cinematografici
- Quelli che mi vogliono morto (Those Who Wish Me Dead), regia di Taylor Sheridan (2021)

## Premi e riconoscimenti
- Los Angeles Times Book Prize: 2008 miglior thriller con Envy the Night
- Premio Barry per il miglior thriller: 2015 con Those Who Wish Me Dead
- Premio Alex: 2015 con Those Who Wish Me Dead